# 2020 en fantasy
| Années de la fantasy : 2017 - 2018 - 2019 - 2020 - 2021 - 2022 - 2023    |
| Décennies de la fantasy : 1990 - 2000 - 2010 - 2020 - 2030 - 2040 - 2050 |

L'année 2020 est marquée, en matière de fantasy, par les événements suivants.

## Naissances et décès

### Décès
- 17 Septembre: Terry Goodkind (* 1948)
- 1 Novembre: Rachel Caine (* 1962)

## Prix de fantasy

### Prix World Fantasy
| World Fantasy Award                                        | World Fantasy Award                                                                | World Fantasy Award                   | World Fantasy Award    |
| Auteur                                                     | Titre original                                                                     | En français                           | Catégorie              |
| ---------------------------------------------------------- | ---------------------------------------------------------------------------------- | ------------------------------------- | ---------------------- |
| Kacen Callender                                            | Queen of the Conquered                                                             |                                       | Meilleur roman         |
| Emily Tesh                                                 | Silver in the Wood                                                                 |                                       | Meilleur nouvelle      |
| Maria Dahvana Headley                                      | Read After Burning                                                                 |                                       | Meilleur conte         |
| Nisi Shawl                                                 | New Suns: Original Speculative Fiction by People of Color                          |                                       | Meilleure anthologie   |
| Brian Evenson                                              | Song for the Unraveling of the World                                               | Comptine pour la dissolution du monde | Meilleure collection   |
| Kathleen Jennings                                          |                                                                                    |                                       | Meilleur artiste       |
| Ebony Elizabeth Thomas                                     | The Dark Fantastic: Race and the Imagination from Harry Potter to the Hunger Games |                                       | Special - Pro          |
| Bodhisattva Chattopadhyay, Laura E. Goodin & Esko Suoranta | Fafnir – Nordic Journal of Science Fiction and Fantasy Research                    |                                       | Special - Non-Pro      |
| Karen Joy Fowler                                           |                                                                                    |                                       | Accomplissement de vie |
| Rowena Morrill                                             |                                                                                    |                                       | Accomplissement de vie |

## Romans - Recueils de nouvelles ou anthologies - Nouvelles
- Shining in the Dark, publication en France d'une anthologie de nouvelles réunies par Hans-Åke Lilja.

## Bandes dessinées, dessins animés, mangas
- 13 mars : Les Deux Bâtards par Yann
- 31 octobre : publication sur YouTube du premier épisode (hors pilote) d'Helluva Boss, à l'occasion d'Halloween.

## Sorties vidéoludiques
| Titre français                | Titre original                | Studio           | Genre                                    | Plateformes                                                                              | Notes |
| ----------------------------- | ----------------------------- | ---------------- | ---------------------------------------- | ---------------------------------------------------------------------------------------- | ----- |
| Ori and the Will of the Wisps | Ori and the Will of the Wisps | Moon Studios     | Jeu de plates-formes                     | Windows, Xbox One                                                                        |       |
| Assassin's Creed Valhalla     | Assassin’s Creed Valhalla     | Ubisoft Montreal | Jeu vidéo d'action                       | Google Stadia, Windows, PlayStation 4, PlayStation 5, Xbox One, Xbox Series, Amazon Luna |       |
| Noita                         | Noita                         | Nolla Games      | Jeu vidéo d'action, Jeu de plates-formes | Windows                                                                                  |       |

## Revues ou magazines
- 28 avril 2020 : début de la prépublication de Frieren dans le magazine japonais de mangas Weekly Shōnen Sunday.